# Thomas Pichlmann
Thomas Pichlmann (ur. 24 kwietnia 1981 w Wiedniu) – austriacki piłkarz występujący na pozycji napastnika. Zawodnik Hellasu Werona.

## Kariera klubowa
Pichlmann treningi rozpoczął w klubie ASK Vösendorf. Potem przeszedł do juniorów Rapidu Wiedeń. W 1999 roku został włączony do jego pierwszej drużyny grającej w austriackiej Bundeslidze. W tych rozgrywkach zadebiutował 6 października 1999 roku w przegranym 0:1 pojedynku ze Sturmem Graz. W 2000 roku odszedł do ekipy First Vienna FC z Erste Ligi. W 2001 roku, po spadku First Vienny do Regionalligi Ost, odszedł z klubu.
W 2001 roku Pichlmann został graczem klubu DSV Leoben, także grającego w Erste Lidze. Jego barwy reprezentował z kolei przez 2,5 roku. Na początku 2004 roku przeszedł do ekipy SV Pasching z Bundesligi. Zadebiutował tam 1 sierpnia 2003 roku w wygranym 2:1 spotkaniu z Admirą Wacker Mödling, w którym strzelił także gola, który był jednocześnie jego pierwszym w Bundeslidze. W Paschingu spędził także 2,5 roku.
W 2006 roku podpisał kontrakt z Austrią Wiedeń, także grającą w Bundeslidze. Pierwszy ligowy mecz zaliczył tam 18 lipca 2006 roku przeciwko Grazerowi AK (0:0). W 2007 roku zdobył z zespołem Puchar Austrii. W Austrii grał przez 1.5 roku.
W styczniu 2008 roku odszedł do włoskiego US Grosseto z Serie B. W tych rozgrywkach zadebiutował 19 stycznia 2008 roku w wygranym 3:0 pojedynku ze Spezią. 9 lutego 2008 roku w zremisowanym 2:2 spotkaniu z UC AlbinoLeffe zdobył pierwszą bramkę w Serie B. Barwy Grosseto reprezentował 2,5 roku.
W sierpniu 2010 roku Pichlmann został graczem Hellasu Werona z Serie C1.

## Kariera reprezentacyjna
W reprezentacji Austrii Pichlmann rozegrał 2 spotkania, oba w 2005 roku. Zadebiutował w niej 8 lutego w zremisowanym 1:1 towarzyskim meczu z Cyprem, a po raz drugi wystąpił w niej 9 lutego w zremisowanym 1:1 towarzyskim pojedynku z Łotwą.